# Φなる・あぷろーち2 〜1st priority〜
「Φなる・あぷろーち2 〜1st priority〜」（ふぁいなるあぷろーちつー・ふぁーすとぷらいおりてぃ）は、2008年2月28日にプリンセスソフトより発売されたPlayStation 2用の恋愛アドベンチャーゲームである。CEROレーティング12歳以上対象。2004年に発売された「Φなる・あぷろーち」の続編である。
2009年4月30日にPlayStation Portable版「Φなる・あぷろーち2 〜1st priority〜 ポータブル」が発売された。

## ストーリー
母子家庭の母を亡くし、母の友人であるプリンス・コウに引き取られ育てられた高校生・児玉愛は、バレンタインデーの夜、コウに女の子を誘拐するための助力を頼まれる。事情を明かさず同居を強制するための大義名分として、愛はその子の婚約者を名乗ることとなった。

## 登場人物
「Φなる・あぷろーち」「ふぁいなりすと」に引き続き名前遊びが行われており、主要登場人物の名字は全員「か行」で始まっている。加えて名字の最後と下の名前の最初が同じ音になっている。

### メインキャラクター
児玉 愛（こだま まこと）
誕生日：2月23日。うお座。血液型：A型。身長：174cm。体重：65kg
主人公。私立蒼翼高校2年。母子家庭だった上に幼少期に母・児玉真奈美が交通事故で他界したため、現在はコウに養われている。が、天涯孤独というわけではなく、2年前に実父・片岡和樹とその娘・片岡和瑞と対面。片岡に対しては、浮気をして子供まで産ませた男ということで複雑な思いがあるが、和瑞は妹として可愛がっている。
前作の主人公・水原涼の優等生気質が更に強化されていて、学力優秀でクラス委員を務める。
美咲桜を誘拐するという行為に対しては懐疑的になりつつも、コウの実子への愛と、本来他人であるはずの自分を育ててもらったことの恩返しのため、もっとも風当たりの強くなる婚約者兼監視者という役回りを引き受ける。
美咲桜が嫌がっていることを知りつつ、再三婚約者呼ばわりしたり、軟派な冗談を言ったりするなど、ややお調子者な面はあるが、基本的には誠実で義理堅い青年。
自分に近しい人間と比べると容姿は極めて平凡なので、そこがネタになることがある。
来住 美咲桜（きすみ みさお）
声：仙台エリ
誕生日：4月17日。おひつじ座。血液型：B型。身長：156cm。体重：47.5kg
超人気バンド「THS」のボーカリスト。芸能活動は『アンナ』という芸名で行っているが、外出時には赤毛のウィッグとカラーコンタクトで変装し、アンナであることを隠している。
コウとは血のつながった親子であるが、様々な事情があり美咲桜本人にも告げることが出来ない。そのため、RTP推進委員会2による国民総お見合い制度のキャンペーンガール、という大掛かりな嘘の下、強引に愛達と同居させられることになった。無理矢理引っ越し・転校させられたため、当初は刺々しい態度を隠そうともしないが、愛達の思いやりによって徐々に態度を軟化させていく。
片岡 和瑞（かたおか かずみ）
声：加藤英美里
誕生日：3月8日。うお座。血液型：O型。身長：158cm。体重：46kg
愛の妹。しかし学年が違うわけではなく、誕生日が2週間違うだけで同い年である。幼い頃から父に連れられて各地を転々とする生活を送っていたため、愛とは2年前に初めて会った。父の愛人の息子である愛を、血のつながった兄として無邪気に慕う。
好きな食べ物は甘いもの、特にイチゴジャムだが、本編中に食べるシーンは無い。
国立 千都瑠（くにたち ちずる）
声：山崎和佳奈
誕生日：11月2日。さそり座。血液型：A型。身長：164cm。体重：48kg
コウの姪。両親は健在だが留守がちであるため、コウと同居している。家事全般の達人で、懸樋家のお母さん役となっている。学力面も優秀であり、愛も千都瑠に勉強を教わったため好成績を得られるようになった。しかしその教え方は超スパルタ式で、愛・美咲桜・和瑞の皆に恐れられる。
胸のサイズに問題があり、そこを突くことは児玉家ではタブーになっている。
桂樹 薫音（けいじゅ ゆきね）
声：平野綾
誕生日：5月14日。おうし座。血液型：A型。身長：160cm。体重：48kg
愛の中学時代の同級生で、元彼女でもある。心臓に病が見つかり、その手術のため入院している。愛とは中学時代に酷い別れ方をしたため、互いに音信不通となっていたが、共通の友人である輝弥によって愛と再会した。
付き合っていた経験か、愛の考えていることがすぐに分かり輝弥を引かせていた。
高坂 輝弥（こうさか かぐや）
声：豊口めぐみ
誕生日：7月22日。かに座。血液型：AB型。身長：167cm。体重：51kg
愛のクラスメイト。「かぐや」という名前から、愛は「姫」と呼んでいる。副クラス委員でもあるため、愛とは親しい友人である。また、薫音の幼馴染でもある。
定期試験で学年首席を取り、マラソン大会では運動部のエースと互角以上に渡り合い、ハッカーとしても一流の腕を持つ、天才肌の少女。愛と薫音の経緯についても詳しく知っており、親が決めた婚約者がいるという理由で薫音と別れた愛が、国民総お見合い制度によって決められた婚約者を積極的に受け入れていることを訝む。

### サブキャラクター
プリンス・コウ
声：久川綾
誕生日：12月25日。やぎ座。血液型：B型。身長：178cm。体重：64kg
本名・年齢ともに不詳の男装の麗人。コウは本名をもじったあだ名であり、本名は懸樋（かけひ）という名字と「名前遊び」が適用されることだけ明かされている。年齢は30代後半から40代前半。
真奈美とは旧知の友人であり、母を亡くした愛を引き取り育ててきた。喫茶プラーヴィ西末原店のマスターとして夢を売っていると公言するものの、美咲桜にオスカルというあだ名をつけられた時はショックを受けていた。
実の母でありながら美咲桜には会うことすら禁じられていたが、故人となった夫の遺言のおかげでようやく引き取ることを許される。しかし、母と名乗ることは認められていなかったため、RTP推進委員会2という組織をでっち上げ、愛の婚約者として誘拐同然に連れてきた。
片岡 和樹（かたおか かずき）
声：井上和彦
愛と和瑞の父。妻との仲が冷え切ったため、真奈美と浮気をし愛が生まれるが、真奈美が身を退いてから妻との仲を修復し、妻亡き後は男手ひとつで和瑞を育てた。現在はかつての不埒な振る舞いを反省し、愛にも和瑞にも誠実な父であろうとしている。
児玉 真奈美（こだま まなみ）
愛の実母。故人。コウとは大学時代以来の親友。
既婚者だった片岡と不倫関係になり、愛を身篭るが、片岡の正妻も和瑞を身篭ったため、自ら身を退く。以後は一人で愛を育てていたが、12年前にある少女を交通事故から庇い死亡。
黒服
前作にも登場した黒服軍団。RTP推進委員会2を後押しする立場であり、陰に日向に愛をサポートする。

## スタッフ
- シナリオ：三浦洋晃
- キャラクターデザイン：島沢ノリコ

## 主題歌

### PS2版
オープニング「♥のカタチ」
作詞：mao、作曲・編曲：東タカゴー、歌：ICHIKO

### PSP版
オープニング「Starting Over」
作詞・作曲：奥井雅美、編曲：鈴木Daichi秀行、歌：奥井雅美
エンディング「Beloved」
作詞：奥井雅美、作曲：Monta・奥井雅美、編曲：鈴木Daichi秀行、歌：近江知永
挿入歌「GRADUATION」
作詞：奥井雅美、作曲：東タカゴー、編曲：MACARONI☆、歌：アンナ（仙台エリ）

## 関連作品

### Webラジオ
ニコニコアニメチャンネルで2008年12月17日から2009年3月25日にかけて、「Φなる・あぷろーち2 〜1st priority〜 ポータブル」に関連したWebラジオが配信された（全12回）。タイトルは「えりとえみりのらじおふぁいなる・あぷろーちポータブル」。パーソナリティは来住美咲桜役の仙台エリと片岡和瑞役の加藤英美里。
PSP版の挿入歌CD「GRADUATION×イチゴジャム」に「幻の13thあぷろーち」が収録された。

#### コーナー
- 人気店員への道!
- Φなる・あんさーず
- 妄想国家プロジェクト
- 人生のΦなる選択肢
- 児玉家の食卓

#### ゲスト
- 第3回（2009年1月7日） - 山崎和佳奈（国立千都瑠役）
- 第5回（2009年1月21日） - 豊口めぐみ（高坂輝弥役）
- 第7回（2009年2月4日） - 近江知永（エンディングテーマ担当）
- 第8回（2009年2月11日） - 奥井雅美（オープニングテーマ担当）
- 第11回（2009年3月11日） - 久川綾（プリンス・コウ役）

### CD

#### 音楽CD
- Φなる・あぷろーち2 〜1st priority〜 GAME SOUND TRACK（2009年4月30日、PSP初回限定版同梱）
- Starting Over（2009年5月13日、EVCS-0015）
- Beloved（2009年5月13日、EVCS-0016）
- PSPゲーム『φなる・あぷろーち2 〜1st priority〜 ポータブル』キャラクターソングCD GRADUATION×イチゴジャム（2009年5月13日、EVCM-1002）

#### ドラマCD
PS2版・PSP版の初回限定版にCDドラマが同梱された。またPSP版には予約購入特典として、一部の店舗で店舗別にCDドラマが頒布された。脚本はいずれも三浦洋晃。
- それぞれの願い（2008年2月28日、PS2版初回限定版同梱）
- はんまーパニック（2009年4月30日、PSP版初回限定版同梱）
- ばれんたいんバトルロイヤル（2009年4月30日、アニプロゲーマーズ予約特典）
- くりすますファンタジー（2009年4月30日、いまじん予約特典）
- ちゃれんじインポッシブル（2009年4月30日、ソフマップ予約特典）
- ばとるフェスティバル（2009年4月30日、マグマニ・メディアランド予約特典）
- しーくれっとミッション（2009年4月30日、メッセサンオー予約特典）

### 小説
ハーヴェスト出版・みのり文庫から発売された。著者は三浦洋晃。余命幾許もない父親から、プリンス・コウが自分の母親だと聞かされた美咲桜が、コウの同居人である愛に接近して両親を再会させようと画策する物語。
- Φなる・あぷろーち2 〜Wedding Mirage〜 ISBN 978-4-434-13308-4

### あぷりーち麻雀
本編の登場人物をプレイヤーキャラクターとした麻雀ミニゲーム。本編発売に先駆ける2007年12月29日にコミックマーケット73にて先行配布された他、2008年1月16日から3月15日まで公式サイトにて配信された。PSP版ではゲーム本体にあぷりーち麻雀のパワーアップ版も収録されている。

## 前作との関連
水原涼、益田西守歌といった前作の登場人物は基本的に全く登場しない（途中1ヶ所で名前だけ登場するが、誰の名前が出るかはランダム）。しかし、愛達の住んでいる地名が西末原であることや、愛がバイトする喫茶店名が「プラーヴィ西末原店」、RTP推進委員会が2であることなどから、前作の数年後を舞台とした直接の続編であることは明らかである。
なお、RTP推進委員会2の設立の経緯については全く描かれないが、コウの知人である設立者が本計画について「縁起のいい計画」と言っていることから、その人物とは西守歌であり、涼も前作ヒロインの誰かとのハッピーエンドを迎えたことが読み取れる。